# Bernd Fritz (Kunsthistoriker)
Bernd Harald Fritz (* 1947) ist ein deutscher Kunsthistoriker und Sachbuch-Autor insbesondere zu Porzellangeschirr.

## Leben
Nach seinem Schulabschluss studierte Bernd Harald Fritz in Bonn an der dortigen Universität, an der er 1987 seine Dissertation ablegte zum Thema Die Porzellangeschirre des Rosenthal-Konzerns. 1891–1979.

## Schriften (Auswahl)
- Die Porzellangeschirre des Rosenthal-Konzerns. 1891–1979, zugleich Dissertation 1987 an der Universität Bonn, 1. Auflage, Stuttgart: Union-Verlag, 1989, ISBN 978-3-8139-5710-5 und ISBN 3-8139-5710-1, Inhaltsverzeichnis
- Das Teegeschirr TAC 1 von Walter Gropius, Frankfurt am Main: Verlag Form, 1998, ISBN 978-3-931317-97-3 und ISBN 3-931317-97-8
- The Tee-Service TAC 1 by Walter Gropius, translated into English by Katja Steiner and Bruce Almberg, Frankfurt am Main: Verlag Form, 1998, ISBN 978-3-931317-77-5 und ISBN 3-931317-77-3
- Helga Hilschenz (wissenschaftl. Mitarb.), Bernd Fritz (Bearb.): Rosenthal, hundert Jahre Porzellan. Ausstellung, Kestner-Museum, Hannover, Begleitschrift und Katalog zur gleichnamigen Ausstellung vom 29. April bis 13. Juni 1982 im Kestner-Museum Hannover,  sowie vom 20. Juni bis 15. August 1982 im Focke-Museum in Bremen und vom 10. September bis 31. Oktober 1982 im Kunstgewerbemuseum Köln im Overstolzenhaus, hrsg. für das Kestner-Museum, Hannover, Stuttgart: Union-Verlag, 1982, ISBN 978-3-8139-5604-7 und ISBN 3-8139-5604-0
- Holzschalen (=  Schriftenreihe des Bayerischen Kunstgewerbe-Vereins e.V., Bd. 6), , Katalog zur gleichnamigen Ausstellung vom 21. Juli bis 4. September 1993 in der Galerie für Angewandte, in der Galerie für Angewandte Kunst München, München: Bayerischer Kunstgewerbe-Verein, 1993, ISBN 978-3-929727-05-0 und ISBN 3-929727-05-6
- Gebrauchsporzellan des 20. Jahrhunderts. Vom Jugendstil zur Postmoderne, München: Klinkhardt und Biermann, 1995, ISBN 978-3-7814-0382-6 und 3-7814-0382-3
- Bernd Fritz, Birgitt Hellmann: Porzellan-Manufaktur Burgau an der Saale Ferdinand Selle. 1901–1929, 1. Auflage, Jena: Städtische Museen, 1997, ISBN 978-3-930128-31-0 und ISBN 3-930128-31-4